# Nnedi Okorafor
Nnedimma Nkemdili Okorafor, née le 8 avril 1974 à Cincinnati en Ohio, est une romancière américaine d'origine nigériane de science-fiction féministe et de fantasy. Pour la publication de ses livres, elle utilise les noms Nnedi Okorafor et Nnedi Okorafor-Mbachu. Elle a obtenu le prix World Fantasy du meilleur roman 2011 pour son roman Qui a peur de la mort ?.

## Biographie
Nnedi Okorafor est née le 8 avril 1974 aux États-Unis, dans l’Ohio, de parents igbos nigérians. Très jeune, elle a l'occasion de voyager au Nigeria. Durant ses études secondaires à Flossmoor, dans l'Illinois, elle devient, comme ses sœurs, une jeune athlète, se distinguant notamment en tennis tout en menant des études scientifiques. Après un diagnostic de scoliose et une chirurgie pour la résoudre qui tourne mal, la carrière sportive étudiante de Nnedi Okorafor s'arrête sur une incapacité à remarcher correctement. C'est à ce moment-là qu'elle se passionne pour l'écriture,.
En 2001, elle est diplômée de l'Atelier Clarion Writers (Clarion Workshop), à Lansing, dans le Michigan, et détient un doctorat en anglais de l'université de l'Illinois à Chicago. Elle devient professeur associée en littérature et écriture créative à l’université de Buffalo, dans l’État de New York, tout en se consacrant à l'écriture d'ouvrages de science-fiction, interrogeant à travers ses publications les questions de genre et de race et explorant un continent africain dépeint comme un laboratoire d’innovations technologiques aux prises avec les traditions culturelles ancestrales,. Après plusieurs œuvres pour adolescents dans les années 2000, elle obtient dès 2010 le prix World Fantasy du meilleur roman pour Who Fears Death, se déroulant dans une Afrique subsaharienne post-apocalyptique.
En 2011, elle revient à ses lecteurs plus jeunes avec Akata Witch (Viking/Penguin), nommé au prix Andre-Norton. L'œuvre figure également dans la sélection Amelia Bloomer Project de l'American Library Association, sélection honorant les publications pour la jeunesse incluant des thèmes féministes. Sa nouvelle Lagoon est finaliste du prix British Science Fiction. En 2013, les éditions Panini publient une traduction française de Who Fears Death sous le titre Qui a peur de la mort ?. La couverture de cette version française est réalisée par l'artiste sud-africain Joey Hi-Fi. Le roman obtient le prix Imaginales du meilleur roman étranger 2014 et est nommé pour le grand prix de l'Imaginaire du meilleur roman étranger 2014, ainsi que pour la meilleure couverture. Ce roman est en cours d'adaptation en série pour la télévision, avec pour producteur exécutif George R. R. Martin.
Binti, roman court de science-fiction publié en 2015, obtient en 2016 le prix Nebula du meilleur roman court et le prix Hugo du meilleur roman court,.
Akata Warrior, suite de Akata Witch, paraît en 2017 et obtient le prix Locus du meilleur roman pour jeunes adultes 2018 ainsi que le prix Lodestar du meilleur livre pour jeunes adultes 2018, décerné lors de la cérémonie des prix Hugo. Akata Woman, suite de Akata Warrior, paraît en 2022 et obtient le prix Lodestar du meilleur livre pour jeunes adultes 2023.
En 2017 et 2018, elle rédige des scénarios de bandes dessinées pour Marvel : Black Panther, Venomverse, Pour le Wakanda éternel et Shuri.
En 2020, sa série de bande dessinée LaGuardia, dessinée par Tana Ford, est récompensée par le prix Eisner du meilleur recueil et par le prix Hugo de la meilleure histoire graphique.
Elle remporte le prix des libraires du Québec Jeunesse 2021 dans la catégorie Hors Québec 12-17 ans, et le prix Imaginales Jeunesse 2021 pour Akata Witch.
Elle incorpore dans ses romans, qui se passent souvent en Afrique de l'Ouest, des éléments de la culture nigériane, comme le nsibidi, une ancienne écriture du Sud-Est du Nigeria. 
De nombreux auteurs de fantasy contemporains ont parlé de son œuvre en des termes très élogieux, notamment Rick Riordan, George R. R. Martin, Ursula K. Le Guin ou Neil Gaiman.

## Œuvres

### SérieNsibidi
1. Akata Witch, L'École des loisirs, coll. « M + », 2020 ((en) Akata Witch, 2011), trad. Anne Cohen Beucher, 384 p.  (ISBN 978-2-211-30434-4)
2. Akata Warrior, L'École des loisirs, coll. « M + », 2020 ((en) Akata Warrior, 2017), trad. Anne Cohen Beucher, 544 p.  (ISBN 978-2-211-31014-7)
3. Akata Woman, L'École des loisirs, coll. « M + », 2024 ((en) Akata Woman, 2022), trad. Anne Cohen Beucher, 416 p.  (ISBN 978-2-211-28496-7)

### UniversQui a peur de la mort?

#### SérieQui a peur de la mort?
1. Qui a peur de la mort ?, Panini, coll. « Éclipse », 2013 ((en) Who Fears Death, 2010), trad. Laurent Philibert-Caillat, 528 p.  (ISBN 978-2-8094-3355-5)Réédition, ActuSF, coll. « Perles d'Épice », 2017, 400 p. (ISBN 978-2-36629-854-3) ; réédition, Le Livre de poche, coll. « Imaginaire » no 35124, 2018, 600 p. (ISBN 978-2-253-08369-6)
2. Le Livre de Phénix, ActuSF, coll. « Perles d'Épice », 2022 ((en) The Book of Phoenix, 2015), trad. Erwan Devos et Hermine Hémon, 384 p.  (ISBN 978-2-37686-469-1)Réédition, Le Livre de poche, coll. « Imaginaire » no 37965, 2025, 416 p. (ISBN 978-2-253-10710-1)

#### SérieShe Who Knows
1. (en) She Who Knows, 2024
2. (en) One Way Witch, 2025

### SérieBinti
1. Binti, ActuSF, coll. « Naos », 2020, recueil de trois nouvelles, trad. Hermine Hémon et Erwan Devos, 250 p.  (ISBN 978-2-37686-218-5)Réédition, Le Livre de poche, coll. « Imaginaire » no 36654, 2022, 432 p. (ISBN 978-2-253-10708-8)
  - Binti, 2020 ((en) Binti, 2015)
  - Binti : Feu sacré ((en) Binti: Sacred Fire, 2019)
  - Binti : Retour, 2020 ((en) Binti: Home, 2017)
2. La Mascarade nocturne, ActuSF, coll. « Naos », 2021 ((en) Binti: The Night Masquerade, 2018), trad. Hermine Hémon et Erwan Devos, 278 p.  (ISBN 978-2-37686-365-6)Réédition, Le Livre de poche, coll. « Imaginaire » no 37646, 2024, 256 p. (ISBN 978-2-253-10709-5)

### SérieThe Desert Magician
1. (en) Shadow Speaker, 2023
2. (en) Like Thunder, 2023

### Romans indépendants
- (en) Zahrah the Windseeker, 2005
- (en) The Shadow Speaker, 2007
- (en) Long Juju Man, 2009
- (en) Iridessa and the Secret of the Never Mine, 2012
- La Fille aux mains magiques, ActuSF, coll. « Graphic », 2021 ((en) The Girl with the Magic Hands, 2013), 128 p.  (ISBN 978-2-37686-360-1)Illustré par Zariel - Préalablement édité au format audio par Coliopod en 2017[18]
- (en) Lagoon, 2014
- Sankofa, L'École des loisirs, coll. « M + », 2023 ((en) Sankofa, 2016), 176 p.  (ISBN 978-2-211-31571-5)
- (en) Ikenga, 2020
- (en) Remote Control, 2021
- (en) Noor, 2021
- La Mort de l'auteur, Robert Laffont, coll. « Ailleurs et Demain », 2025 ((en) Death of the Author, 2025), trad. Fabien Le Roy, 464 p.  (ISBN 978-2-221-27664-8)

### Recueils de nouvelles
- Kabu Kabu, Éditions de l'Instant, 2018 ((en) Kabu Kabu, 2013), trad. Patrick Dechesne, 357 p.  (ISBN 978-2-013769-62-4)Réédition ActuSF, coll. « Perles d'Épice », 2020, 250 p. (ISBN 978-2-37686-229-1)

### Comics
- (en) Black Panther: Long Live the King, Marvel Comics, 2017
- (en) LaGuardia, Dark Horse Comics, 2018
- (en) Shuri, Marvel Comics, 2018
- Pour le Wakanda éternel, Panini, 2019 ((en) Wakanda Forever, Marvel Comics, 2018)
- (en) Antar: the Black Knight, IDW Publishing, 2018

## Récompenses
- 2011 : prix World Fantasy du meilleur roman pour Qui a peur de la mort ?
- 2014 : prix Imaginales du meilleur roman étranger pour Qui a peur de la mort ?
- 2015: prix Nebula du meilleur roman court pour Binti
- 2016 : prix Hugo du meilleur roman court pour Binti
- 2018 : prix Locus du meilleur roman pour jeunes adultes pour Akata Warrior
- 2018 : prix Lodestar du meilleur livre pour jeunes adultes pour Akata Warrior
- 2020 : prix Eisner du meilleur recueil pour LaGuardia
- 2020 : prix Hugo de la meilleure histoire graphique pour LaGuardia
- 2021 : prix des libraires du Québec dans la catégorie Hors Québec 12-17 ans pour Akata Witch
- 2023 : prix Lodestar du meilleur livre pour jeunes adultes pour Akata Woman